# Gabriele Adinolfi
Gabriele Adinolfi (Roma, 3 gennaio 1954) è un politico, giornalista e scrittore italiano, membro fondatore negli anni settanta di Terza Posizione e in seguito promotore di centri studi e riviste, scrittore, saggista e politologo, animatore d'iniziative metapolitiche e militanti.

## Biografia

### Attività politica
Iniziò ad interessarsi di politica durante gli anni della contestazione studentesca. Nel 1968 Adinolfi frequentò gli ambienti romani del Movimento Sociale Italiano per un breve periodo, in particolare la sezione “Filippo Anfuso” in via Livorno (zona piazza Bologna).
Dal 1970 si spostò nell'area extraparlamentare di estrema destra.
Fu prima membro di Fronte Studentesco, poi di Avanguardia Nazionale, di Lotta di Popolo ed infine di Alternativa Studentesca.
Nel 1976 con Peppe Dimitri fondò il movimento Lotta Studentesca, presso la Libreria Romana di Walter Spedicato, che assunse dal 1977 il nome più noto di Terza Posizione.
Il 28 agosto 1980 la magistratura emise nei riguardi di Adinolfi e altri ventisette esponenti della destra radicale un mandato di cattura per reati associativi nell'ambito delle indagini per la Strage di Bologna.
Gli interrogatori si tennero nelle carceri di Ferrara, Roma, Padova e Parma. Tutti furono scarcerati nel 1981, ma Adinolfi non fu interrogato perché nel frattempo si era reso latitante.
Tra il 1980 e il 1992 egli fu l'oggetto di tre tentativi d'incriminazione per l'attentato di Bologna orchestrati dai vertici dei servizi segreti. La Magistratura non cadde mai nella trappola e non vi fu mai luogo a procedere. Due dei personaggi legati ai servizi coinvolti nei tentativi di criminalizzazione confessarono la macchinazione.
Il 23 settembre 1980, con la messa sotto inchiesta di Terza Posizione, Adinolfi, Dimitri, Fiore e una quarantina di giovani neofascisti furono oggetto di un nuovo mandato di cattura per reati associativi. 
Condannato per reati associativi e ideologici sia nell'ambito di Terza Posizione che in quello dei Nuclei Armati Rivoluzionari (NAR), Adinolfi riuscì a riparare all'estero.

### L'attività all'estero
Nel 1982 da Parigi, dopo una prima produzione clandestina precedente il rientro clandestino in Italia nello stesso anno, contribuì alla realizzazione di tre numeri della rivista Terza Posizione ed all'uscita di Dixie, che si occupava di potere e finanza.
Sempre nello stesso anno, Adinolfi e Spedicato diedero vita al Centro Studi Orientamenti & Ricerca, nel quale elaborano cinque documenti politici e dieci anni di un bollettino a periodicità trimestrale, che nel periodo 1991-1993 fu molto vicino al movimento extraparlamentare romano Meridiano Zero.
Dopo la morte di Walter Spedicato (9 maggio 1992) e le dinamiche che segnano il de profundis della "Prima Repubblica", dal 1995 Orientamenti & Ricerca sospende le pubblicazioni.

### Rientro in Italia
Nel marzo 2000 Adinolfi tornò in Italia, essendo cadute in prescrizione le pene comminategli anni prima in quanto trascorso un periodo di circa venti anni. Iniziò subito a scrivere articoli per Rinascita, Contropotere e Giornale d'Italia. Partecipò all'Università d'Estate del 2000, in provincia di Varese, che poi dirigerà fino al 2006. Divenne quindi saggista, commentatore, analista, redattore e in qualche caso caporedattore (della rivista Orion della Società Editrice Barbarossa e del sito internet Noreporter). Fonda e guida il Centro Studi Polaris.
Rimane attivo in battaglie sociali e culturali, quali le occupazioni a scopo abitativo (OSA) promosse e realizzate da CasaPound, movimento con il quale Adinolfi collabora organicamente dal 2003 al 2006, e in modo più distante fino al 2012.

### L'attività in Italia e in Europa
La svolta "sovranista" delle formazioni di area non viene condivisa da Adinolfi che la considera non soltanto una battaglia di retroguardia ma addirittura un arruolamento inconsapevole nelle file di una rediviva Stay Behind. Dal 2013 egli si pone così come alfiere di una visione nazional-rivoluzionaria imperiale dell'Europa. In particolare insiste sul concetto di Imperium.
Anche il "vulnus ucraìno" del 2014 crea uno spartiacque tra le posizioni dell'Adinolfi e quelle dei sovranisti, molti dei quali, a suo dire, "rossobruni". Per Adinolfi la Russia non persegue solo i propri interessi ma contribuisce in modo determinante al consolidamento dell'egemonia angloamericana in Europa, sbarrando la strada alle dinamiche di emancipazione europea. Si schiera quindi per il popolo ucraìno contro quello che continua a ritenere l'imperialismo russo-americano e per la concezione di Terza Posizione nel nuovo assetto mondiale che definisce di "multilateralismo asimmettrico".
Crea allora il Centro Studi EurHope, con sede a Bruxelles, e i Lanzichenecchi d'Europa, animando così relazioni e formazione contemporaneamente in più paesi.
Dal 2020 le tre strutture (Polaris, Lanzichenecchi ed Eurhope) cooperano nell'esperimento dell'Accademia Europa a cui partecipano intellettuali, militanti, imprenditori e singoli individui da più nazioni (Italia, Francia, Belgio, Spagna, Paesi Bassi, Svizzera, Grecia, Austria, Germania, Polonia, Serbia, Norvegia).

## Opere
In Italiano
- Le api e i fiori (1999), Edizioni 451.
- Noi Terza Posizione (2000) (scritto insieme a Roberto Fiore) per l'editore Settimo Sigillo.
- Nuovo Ordine Mondiale tra imperialismo e Impero (2002), Barbarossa editore.
- Quel domani che ci appartenne  (2005), Barbarossa editore.
- Tortuga, l'isola che (non) c'è (2008), Barbarossa editore.
- Quella strage fascista. Così è se vi pare (2013)  Youcanprint ed.
- I rossi, i neri e la morte (2014)  ed Soccorso Sociale.
- La Terza Posizione (2014)   ed Orientamenti & Ricerca.
- Il Fascismo (2014) ed Orientamenti & Ricerca.
- Il terrorismo (2015)  ed Orientamenti & Ricerca.
- L'Europa (2015) ed Orientamenti & Ricerca.
- Io fascista ricercato (2015) ed Soccorso Sociale.
- Imperium (2016) ed Lanzichenecchi.
- Bologna, una città immolata di sabato (2016) ed Soccorso Sociale.
- Il diavolo e la guerra santa  (2017) ed Soccorso Sociale.
- Il mito dell'Europa (2018) ed. Soccorso Sociale.
- Matteo Salvini. Radiografia di un fenomeno (2019) ed Ritorno al Bosco.
- Orchestra Rossa (2020) ed. Avatar. (Insignito del Premio Caravella 2020 per la Storia)
- Gabriele Adinolfi rilegge Orwell. 1984 sei tu (2021) ed Altaforte
- Destra terminale addio (2022) coll. Off Topic
- Sfida al futuro (2023) ed Soccorso Sociale

E i DOCUMENTI POLITICI
- Postnucleare (1985)
- Ieri, oggi e domani (1988)
- Le api e i fiori (2000)
- Sorpasso neuronico (2008)
- Tsunami (2009)
- Aggiornamenti politici (2012)
- In fase di golpe (2012)
- Aquarius (2017)
- Anticorpi (2021)
- Destra terminale addio (2022)

In spagnolo
- Tortuga, la isla que (no) existe (2012)
- Europa (2014)
- Imperium (2016)
- El Mito de Europa Fides (2019)
- Anticuerpos  (2021)
- Desafío al futuro Fides (2023)

In francese
- Nos belles années de plomb, L'Æncre, (2004)
- Pensées corsaires, La Diffusion du Lore, (2008)
- Orchestre rouge, Avatar, (2013)
- Années de plomb et semelles de vent, Synthèse nationale, (2014)
- L'Europe, Synthèse nationale, (2014)
- Matteo Salvini ou l'itinéraire d'un parcours politique météorique, Synthèse Nationale / Nouvelle Librairie. (2019)
- Des anticorps, vite !  Synthèse Nationale (2022)
- Mythe ou Utopie? Une relecture verticale d'Orwell. Nouvelle Librairie, (2022)
- Le défi au futur, Synthèse National (2023)